# مادة مذيبة
المادة المذيبة (بالإنجليزية Lixiviant) هي وسيط سائل يستخدم في المعادن المائية لاستخراج المعدن المطلوب بشكل انتقائي من الخام أو المعدن. يساعد في الترشيح السريع والكامل. يمكن استعادة المعدن منه في شكل مركز بعد الترشيح.
قد تعمل المواد المذيبة عن طريق تغيير حالة الأكسدة لخام، أو عن طريق تغيير درجة الحموضة. عادةً ما يتم استخدام عوامل التكسير الحمضية، مثل حمض الكبريتيك، لغسل المعادن الأساسية مثل النحاس، حين يتم استخدام عوامل التأكسج الأساسية مثل محلول سيانيد الصوديوم لغسل المعادن الثمينة.